# Oeciotypa parallelomma
Oeciotypa parallelomma är en tvåvingeart som beskrevs av Friedrich Georg Hendel 1914. Oeciotypa parallelomma ingår i släktet Oeciotypa och familjen bredmunsflugor. Inga underarter finns listade i Catalogue of Life.